# Бує
Бує (хорв. Buje, італ. Buie, Buie d’Istria) — місто в Хорватії, у північно-західній частині півострова Істрія. Муніципалітет займає загальну площу 110 км².

## Загальні відомості
Бує розташований на північному заході Істрії, за 10 кілометрів від морського узбережжя і за 6 кілометрів від кордону зі Словенією. Місто знаходиться у горбистій місцевості, найвища вершина має 222 м. Завдяки своєму розташуванню місто з давніх часів вважається «охоронцем Істрії». Головна вулиця має протяжність близько 200 м.
Місто розділене на декілька частин:
- Санкт-Себастьян — один з наймолодших районів, що знаходиться у західній частині міста;
- Старе місто — розташоване на найвищому пагорбі Bujska і, згідно зі своєю назвою, є найстарішою частиною міста;
- Броло — район, що займає територію між Санкт-Себастьяном і Старим містом, заселеним в основному італійцями;
- Нове місто — є центром політичної та судової влади Бує;
- Рудин — спальний район, збудований за часів входження Істрії в Югославію;
- Монте-Бастер — найсхідніша частина міста, розташована неподалік від міського кладовища;
- Станція — центр економічного життя міста, розташований біля міського вокзалу, збудованого ще за часів австро-угорського правління.

Також у Бує розташована низка навчальних закладів, що включають у себе початкову та середню школи, які ведуть навчання хорватською та італійською мовами.
Бує, як і вся хорватська Істрія, багатонаціональне місто. В окрузі Бує — дві офіційні мови, італійська мова прирівняна у правах з хорватскою. Італійське населення міста найбагаточисельніше серед всіх істрійських міст і становить 39,6 %.

## Історія
Бує розташований на вершині високого пагорбу, що є центральним над околицею; поселення, що мало важливе стратегічне значення, з'явилось тут ще в доісторичні часи. Поволі розвиваючись у римську та слов'янську епохи Бує до періоду пізнього середньовіччя перетворилось у типове для Істрії місто з вузькими вулочками у Старому місті і численними особняками у венеційському стилі.
Після закінчення Другої світової війни, місто становиться промисловим, культурним і економічним центром регіону.

## Демографія

### Населення Бує
Населення громади за даними перепису 2011 року становило 5 182 осіб.
Динаміка чисельності населення громади:
- примітки:

він був створений зі старого муніципалітету Бує. У 1857, 1869, 1921, 1931, 1981 і 1991 роках частина даних міститься в місті Умагу. З 1857 по 1991 рік містить частину центру обробки даних міста Умага.

### Місто Буйе
Населення міста  у 2011 році становило 2 671 осіб.
Динаміка чисельності населення міста:
- Примітка:

У 1857., 1869. 1921. и 1931. містить дані для розрахунків Бибали.

## Населені пункти
Крім міста Бує, до громади також входять:
- Баредине
- Бибали
- Брдо
- Брич
- Буролі
- Ґамбоці
- Калданія
- Канегра
- Каштель
- Красиця
- Кршете
- Куцибрег
- Лозарі
- Марушичі
- Мерище
- Мом'ян
- Оскоруш
- Плованія
- Света Марія-на-Красу
- Трибан

## Клімат
Середня річна температура становить 13,36°C, середня максимальна – 26,99°C, а середня мінімальна – -1,12°C. Середня річна кількість опадів – 998 мм.
| Клімат міста                                  | Клімат міста | Клімат міста | Клімат міста | Клімат міста | Клімат міста | Клімат міста | Клімат міста | Клімат міста | Клімат міста | Клімат міста | Клімат міста | Клімат міста | Клімат міста |
| Показник                                      | Січ.         | Лют.         | Бер.         | Квіт.        | Трав.        | Черв.        | Лип.         | Серп.        | Вер.         | Жовт.        | Лист.        | Груд.        |              |
| Середній максимум, °C                         | 9,76         | 10,67        | 13,96        | 17,31        | 22,44        | 26,33        | 26,99        | 26,78        | 22,26        | 17,52        | 12,42        | 8,99         |              |
| Середня температура, °C                       | 4,33         | 5,23         | 8,50         | 11,87        | 16,99        | 20,88        | 23,26        | 23,02        | 18,51        | 13,78        | 8,68         | 5,25         |              |
| Середній мінімум, °C                          | −1,12        | −0,22        | 3,07         | 6,42         | 11,54        | 15,45        | 19,50        | 19,27        | 14,76        | 10,03        | 4,93         | 1,50         |              |
| Норма опадів, мм                              | 68           | 55           | 70           | 80           | 79           | 90           | 61           | 87           | 101          | 113          | 107          | 87           |              |
| Середньомісячна швидкість вітру, м/с          | 2.04         | 2.30         | 2.40         | 2.43         | 2.20         | 2.10         | 2.10         | 2.04         | 2.05         | 2.26         | 2.28         | 2.17         |              |
| Середньомісячна сонячна радіація, кДж/м²·день | 4415         | 7425         | 10693        | 15170        | 19252        | 21133        | 22005        | 18825        | 13929        | 8959         | 4900         | 3741         |              |
| --------------------------------------------- | ------------ | ------------ | ------------ | ------------ | ------------ | ------------ | ------------ | ------------ | ------------ | ------------ | ------------ | ------------ | ------------ |
| Джерело:                                      |              |              |              |              |              |              |              |              |              |              |              |              |              |

## Економіка
Населення зайнято в промисловості (електротехніка, електроніка), сільськогому господарстві і в туристичному бізнесі. Плантації винограду та оливок є основним джерелом прибутку місцевих жителів.
Місто зв'язане автомобільними шляхами з Умагом, Новіградом, Пулою, Пазином і словенським Копером.

## Визначні місця

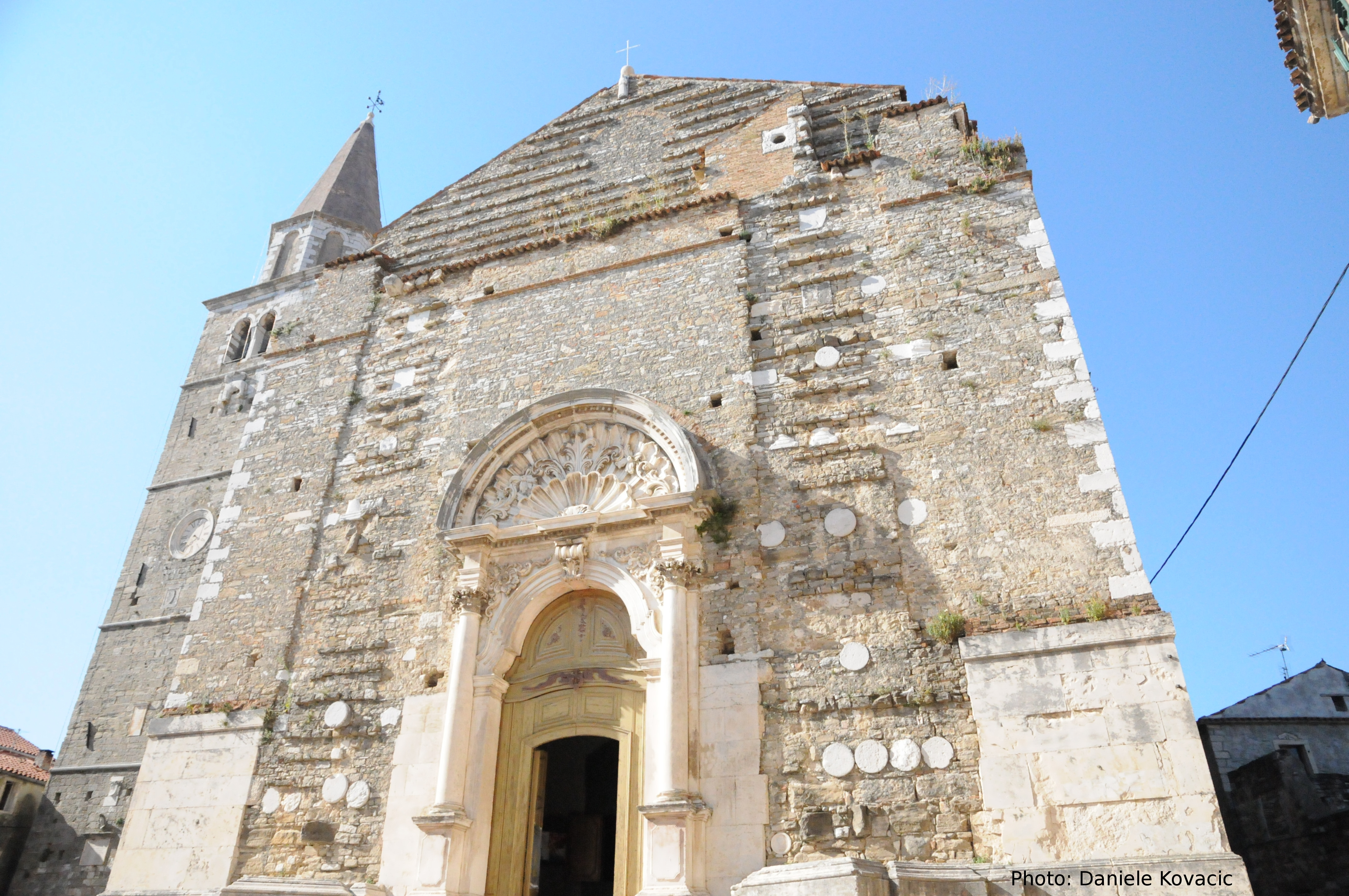
Собор св. Серваля

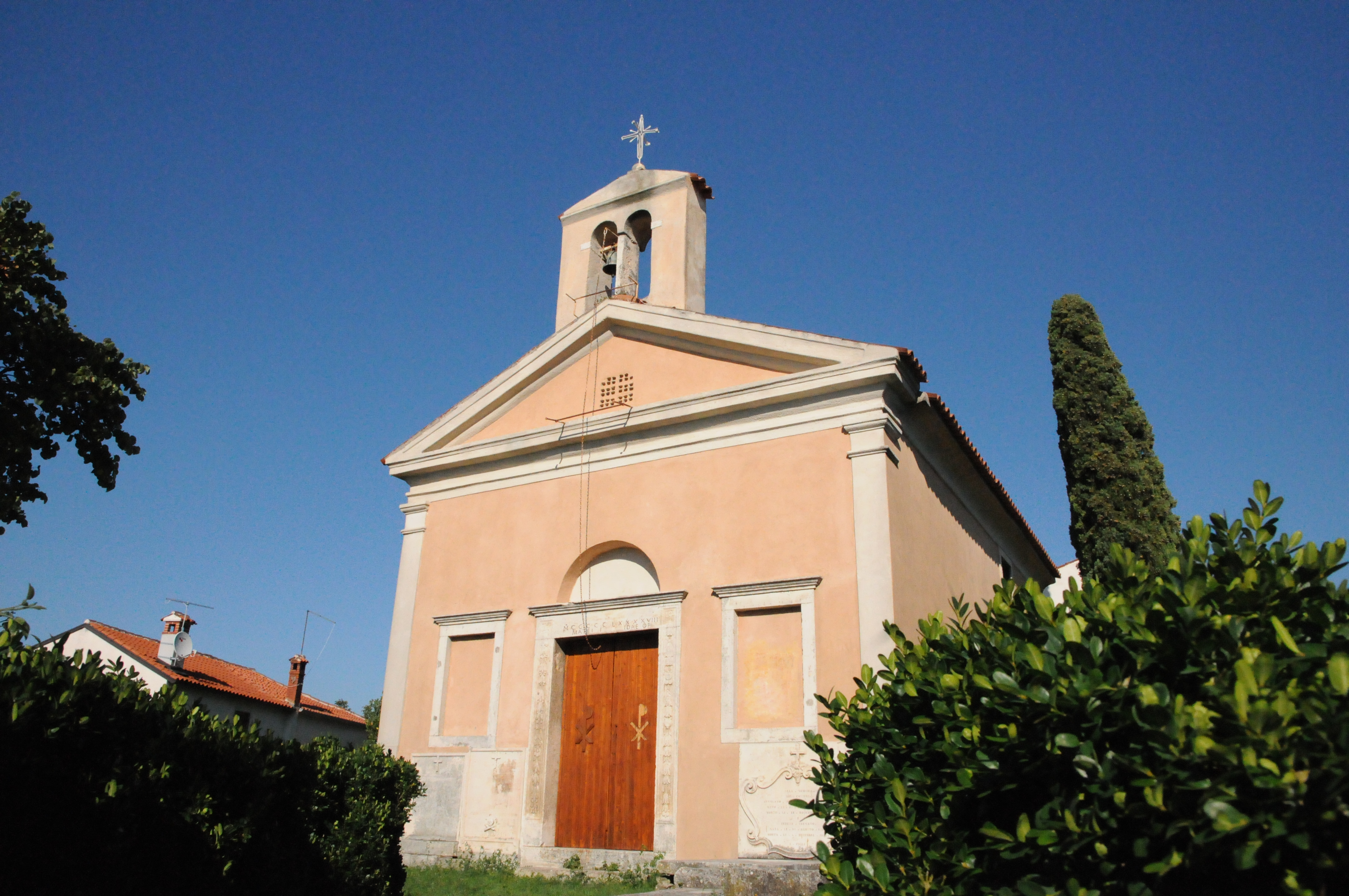
Храм св. Мартина

- Собор св. Серваля  — кафедральный собор міста, побудований у стилі бароко і класицизму, належить до венеційської епохи правління. Раніше на його місці знаходилась романо-готична церква, побудована у XIII сторіччі, елементи якої нагадують про себе в недоробленій частині фасаду будівлі, роботи над якою так і не були виконані у повному обсязі. Однак багате оздоблення та оригінальний орган роблять собор однією з найважливіших культурних і історичних пам'яток Істрії, що дійшли до наших днів.

- Церква св. Марії Милосердної — побудована у XV сторіччі поза Старим містом. Історія розповідає про одну багату родину, що послала за статуєю Св. Марії у Венецію, проте посильний, що повернувся застав міську браму зачиненою і вирішив перечекати ніч біля стін міста. На ранок виявилося, що привезенну статую неможливо підняти і перенести за стіни Бує. Дана подія була розцінена як знак, що Мати Божа бажає побудови святині у цьому місці. У 1498 на цьому місці була побудована перша каплиця, а звістка про надзвичайну подію швидко поширилася серед людей і незабаром весь район став місцем паломництва віруючих. У зв'язку з цим міською владою було прийнято рішення про будівництво храму, яке було завершено в 1587. У 1590 біля церкви була зведена 22-метрова дзвіниця з годинником. Внутрішнє убрання храму включає єдину відому завершену роботу венеційського художника Гаспаро Делла Веккіо (1653—1735), що відображає вісім сцен з життя Христа, і за сукупністю, збалансованою і простою архітектурою має неоціниме історичне значення.

- Статуя Марії Милосердної — розташована в однойменному храмі і виконана в стилі пізньої готики під видимим впливом фламандського мистецтва. Скульптура вважається однією з найкрасивіших дерев'яних статуй, що збереглися до нашого часу в Істрії.

- Етнографічний музей — у чотириповерховій будівлі музею відтворено побут різних епох. Тут можна побачити як виглядали робочі місця місцевих жителів, а також предмети їх побуту, вироби народного промислу.

- Старе місто — одне з найкраще збережених середньовічних міст Істрії.